# Neomorphus
Neomorphus är ett fågelsläkte i familjen gökar inom ordningen gökfåglar med fyra till fem arter som till största delen förekommer i Sydamerika:
- Rostbukig markgök (N. geoffroyi)
- Fjällig markgök (N. squamiger)
- Bandmarkgök (N. radiolosus)
- Lilahalsad markgök (N. rufipennis)
- Rödnäbbad markgök (N. pucheranii)

Arterna är inte nära släkt med markgökarna i släktet Carpococcyx.